# Бранко Лазаревић
Бранко Лазаревић (Видин, 25. новембар 1883 — Херцег Нови, 6. октобар 1968) био је српски књижевник и дипломата.

## Биографија
Бранко Лазаревић је рођен у Видину, у Бугарској, у имућној породици Ђорђа Лазаревића из Неготина, где му је отац Ђорђе, трговац и радикалски првак у Неготину, био избегао после Тимочке буне. Мајка Вукосава братаница је песникиње Милице Стојадиновић Српкиње. Преци Ђорђа Лазаревића дошли су у Неготинску крајину из Сјенице, са Пештери и из Старог Влаха, и учествовали су у Српском устанку. По другим изворима Лазаревић је рођен у Неготину, а умро - не 1963. године него 1968.
Млади Лазаревић је похађао Зајечарску гимназију. Студије је започео у Паризу, као стипендиста Министарства иностраних дела Краљевине Србије, а завршио их у Београду. Постао је 1911. године суплент у Београду, а затим наставио образовање у Европи; у Паризу, Минхену и Риму, где је специјализовао естетику и уметност. У Минхенској државној библиотеци скупљао је материја за докторску дисертацију "Проблеми ритма и симетрије". До ослободилачких ратова он се интензивно бави писањем; књижевним радом и позоришном критиком. У књижевности се јавља 1907. године, у београдском "Српском књижевном гласнику", са дводелном студијом о поезији Светислава Стефановића.
У балканским ратовима он је резервни потпоручник српске војске. Током Првог светског рата службовао је на фронту, а потом постављен 1916. године за уредника "Српске новине", а потом за шефа Пресбироа Министарства спољних послова Краљевине Србије, на Крфу.

### Дипломатија
Бранко Лазаревић је од 1918. године ушао у политику и направио је попут још неких српских књижевника, лепу дипломатску каријеру. Прво је постављен 1918. године за секретара Посланства у Токију, и убрзо премештен у Посланство у Вашингтону. Био је генерални конзул у Чикагу од 1922. до 1922. године.
По повратку у Европу, од 1922. године је кратко време био секретар и отправник послова Посланства у Берлину. Тада је заједно са совјетским послаником Николајем Крестинским покушао да сачини пројекат нота које би изменили министарства спољних послова Краљевине Срба, Хрвата и Словенаца и Совјетског Савеза о успостављању дипломатских односа.
Потом је унапређен у саветника Посланства у Прагу, где је оставио видног трага о себи. Говорио је чешким језиком, стекао велики углед а његови бројни тамошњи пријатељи помогли су да на чешком језику изађе његова књига, са насловом: "Три највеће југословенске вредности".
Новембра 1923. формално је премештен за секретара Посланства у Берну, али је заправо повучен на рад у Министарство иностраних дела. У наредним месецима био је шеф IV одсека Политичког одељења Министарства иностраних дела, које је било задужено за балканске државе, а на првом месту за Албанију. Тада је блиско сарађивао са председницима влада и министрима иностраних дела на припреми за повратак Ахмеда бега Зогуа на власт. По повратку Зогуа на власт, Момчило Нинчић је одлучио да постави Лазаревића за новог југословенског посланика у Тирани, фебруара 1925. године (предаја акредитива 28. марта). Он је био у добрим односима са новим председником албанске владе, али је уједно био и близак сарадник Нинчића пошто су били пашенози (оженили су ћерке управника Државних монопола Раше Милошевића). Тиме је министар иностраних дела желео да има свог човека од поверења у Албанији, јер су у периоду од 1924. до 1926. Министарство иностраних дела и Министарство војске и морнарице Краљевине СХС водили два различите политике према јужном суседу. Због тога ће на крају избити и сукоб између посланика Лазаревића и војног аташеа у Тирани Танасија Динића, који ће се завршити опозивањем југословенског дипломате.
Потом га је Нинчић преместио за посланика у Прагу, у лето 1926, јер је из Чехословачке желео да уклони Љубомира Нешића, блиског сарадника Николе Пашића међу југословенским дипломатама.
После завођења личног режима краља Александра, јануара 1929, према којем је Нинчић остао у опозицији, Бранко Лазаревић је премештен за посланика у Варшави, положај који је имао мањи значај за југословенску спољну политику и дипломатију. На новом положају првенствено се посветио развоју југословенско-пољских културних односа. Био је једини југословенски посланик који је владао пољским језиком, и сведок највише и најниже тачке у билатералним односима - званичне посете министра Војислава Маринковића Варшави 1931. и прекида комуникације са министром спољних послова Јозефом Беком после Марсејског атентата 1934. године. Боравећи у Пољској изабран је 1931. године за члана "Југословенско-пољског научног института".
После формирања владе Милана Стојадиновића, који је у почетку сарађивао са Главним одбором Народне радикалне странке - у којој је Нинчић и даље имао значајну улогу - Бранко Лазаревић је премештен у Анкару јула 1935, што је била једна од најважнијих дипломатских позиција у то време (Турска је била чланица Балканског пакта). На новом положају је остао до јула 1937. године.
Лазаревић је преузео дужност посланика у Бечу јула 1937. и на овом положају остао до спровођења аншлуса Аустрије, марта 1938. године. Потом је постављен за посланика у Бриселу, и на том положају је остао до стављања на располагање и пензионисања, у лето 1939. године. Бранко Лазаревић је сматрао да је овај чин био изведен на врло груб начин од стране кнеза Павла Карађорђевића, председника владе Драгише Цветковића и министра иностраних послова Александра Цинцара-Марковића.

### После рата
Послератна комунистичка власт га уклања са јавне сцене. Своје необјављене политичке расправе, дневнике, солилоквије, есеје и размишљања, Лазаревић пише у наметнутој изолацији, све док није био искључен из Савеза књижевника и док није допао затвора (1948—1951). Одузети су му кућа у Београду, вила на Хвару и очева пивара у Неготину. Живео је у једној соби у Херцег Новом и у својим позним годинама дружио се са херцегновским уметницима и културним прегаоцима.
Изгубљена оставштина Бранка Лазаревића нађена је случајно, 2004. године у Херцег Новом.

## Научни рад
Његове политичке расправе имају широк културно-историјски и антрополошки значај, пре свега за разумевање општег друштвеног контекста прве половине XX века, а потом и за схватање идентитета и менталитета Југословена. Своје предратне политичке расправе писао је узгредно и професионално, као угледан краљевски дипломата и елитни интелектуалац. Његова филозофија историје, била је заснована на анализи глобалних историјских кретања.
Поред књижевности, Лазаревић је и позоришни и књижевни критичар под јаким утицајем Скерлића. Талентован је и врло продуктиван стваралац. Сарадник је више листова и часописа, а јавља се 1912. године као директор листа "Реч".
У 1945. години написао је све три велике политичке расправе, које су остале необјављене у рукописима: програмски есеј Исток-Запад и Југославија, социјално-антрополошки оглед Пучина је стока једна грдна и опсежни трактат „Рат, револуција, демократија и уметност“.
„Рат, револуција, демократија и уметност“ је обухватна грађанска критика комунистичке праксе и леве тоталитарне идеологије модернога доба. Лазаревић је 1945. године написао и социјално-психолошку расправу о карактеру, кретању и мотивима маса, које свагда започињу и носе револуцију. Међу херцег-новским рукописима, у оставштини Бранка Лазаревића нађен је и његов обимни „Дневник једнога никога“ писан од 1943. до 1947. који обухвата последње дане немачке окупације и прве године комунистичке власти у Београду. Лазаревићев Дневник једнога никога био је скривен и непознат пуних шездесет година.

## Критика
„Према политичким расправама, нађеним у оставштини, види се да је Лазаревић био искрен српски родољуб и да није био шовиниста. Сваки национализам му је био једнако стран, као и сваки простачки популизам. Сметале су му четничке каме и кокарде. Клонио се клерикализма, националне реторике, декоративне симболике и вашарског србовања. Светосавље је примао као облик византијског комонвелта и српски пут ка просвећености; манастири су за њега били школе писмености, градитељства и живописа. Као ретки балкански државници, ценио је хладну памет и критички ум. …Његов либерализам, као и његов демократизам, није био безграничан... У критици поданичког менталитета гомиле највише су му сметали себичност, глупост, дволичност, бахатост, примитивизам, затуцаност, покорност, потуљеност..." (Предраг Палавестра).

## Цитати
- „Створити грађанина: то је основни услов за здраву државу. Само грађанин може да схвати величину, снагу и вредност и корист државе. Грађанин не значи само план једне народне заједнице. Грађанин значи план опште људске заједнице. Прави и велики грађанин, то је грађанин Масариковских схватања. То је човек оспособљен да буде члан опште људске заједнице. Он чини врх пирамиде."
- „Демократија је динамична, тиранија статична“, док је револуција „апокалипса страха"
- „Идеје немају граница. Велике мисли путују без путних исправа и без полицијских и царинских прегледа."
- „Кад слобода ућути, ућути и велика уметност. Уметност је биљка слободе“."3а уметност је најпогоднији систем пуне демократије са пуном слободом за елиту“.
- „Када се каже уметност, каже се слобода."
- „Основна је слобода: грађанска, верска, политичка, научна, уметничка, једном речи - лична."
- „Нема, нема и сто пута нема никакве друге уметности него само, искључиво и неопозиво, слободне уметности."
- „Страх је највећи покретач масе"
- „Земље слободе увек налазе излазак из сваке ситуације. Оне се прилагођавају односима који се појаве и решавају их на плану могућности."
- „Ратови и револуције новијега доба пореметили су односе у свету и децивилизовали човека, чак и грађанску елиту. Комунизам и либерализам читаво човечанство претварају у гомилу, враћају у примитивизам и бацају у један нови варваризам. Европске масе се враћају гомилама. Европљанин је постао човек гомиле."